# .tg
.tg為多哥國家及地區頂級域（ccTLD）的域名。該域名於1996 年 9 月 5 日啟用。該域名由CAFE信息和电信負責管理以及註冊。用戶可以申請該域名的二級域名以及三級域名。

## 外部連結
- IANA .tg whois information（页面存档备份，存于）